# Zagożdżon-Działki
Zagożdżon-Działki – dawna miejscowość, od 1954 część Pionek, położona w północno-wschodniej części miasta. Jest to teren słabo zabudowany, głównie zalesiony, o charakterze drzewno-przemysłowym. Rozpościera się w widłach ulic Augustowskiej i dr Marii Garszwo, po granice miasta.
W przeciwieństwie do głównego obszaru Pionek, który wydzielono z gminy Jedlnia, Zagożdżon-Działki są jedynym obszarem miasta związanym historycznie z gminą Kozienice.

## Historia
Teren ten związany jest z utworzeniem tu w 1921 roku tartaku w Zagożdżonie, przy którym w 1933 roku wybudowano kolonię (osiedle mieszkaniowe) dla robotników o nazwie Zagożdżon-Działki. Tereny należały wówczas do gminy Kozienice w powiecie kozienickim woj. kieleckiego. W 1933 roku przeprowadzono w Polsce reformę administracyjną, kiedy to zlikwidowano Zebranie Gminne, zastępując je Radą Gminy. I tak więc 4 listopada 1933 utworzono gromadę o nazwie Zagożdżon-Działki w gminie Kozienice, składającą się z kolonii Zagożdżon-Działki i tartaku państwowgo Zagożdżon.
Podczas II wojny światowej gromadę Zagożdżon-Działki włączono do Generalnego Gubernatorstwa (dystrykt radomski, powiat radomski). Tam, nadal jako gromada w gminie Kozienice, liczyła w 1943 roku 508 mieszkańców.
Po wojnie w województwie kieleckim, jako jedna z 14 gromad gminy Kozienice w reaktywowanym powiecie kozienickim.
W związku z reformą znoszącą gminy jesienią 1954 roku, Zagożdżon-Działki włączono wraz ze zniesioną gminą Pionki do nowo utworzonej gromady Pionki. 
13 listopada 1954, po zaledwie sześciu tygodniach funkcjonowania, gromadę Pionki zniesiono w związku z nadaniem jej praw miejskich, przez co Zagożdżon-Działki stał się obszarem miejskim.